# Hebestatis
Hebestatis là một chi nhện trong họ Ctenizidae.

## Các loài
- Hebestatis lanthanus Valerio, 1988
- Hebestatis theveneti (Simon, 1891)